# Timor Wschodni na Letnich Igrzyskach Olimpijskich 2024
Timor Wschodni na Letnich Igrzyskach Olimpijskich 2024 – występ kadry sportowców reprezentujących Timor Wschodni na igrzyskach olimpijskich, które odbyły się w Paryżu we Francji, w dniach 26 lipca – 11 sierpnia 2024.
Reprezentacja Timoru Wschodniego liczyła czworo zawodników – dwie kobiet i dwóch mężczyzn, którzy wystąpili w 3 dyscyplinach.
Był to siódmy start Timoru Wschodniego (szósty pod własną flagą) na letnich igrzyskach olimpijskich.

## Reprezentanci

### Lekkoatletyka
| Zawodnik      | Konkurencja       | Runda 1 | Runda 1 | Runda 2 | Runda 2 | Półfinał | Półfinał | Finał | Finał   | Źródło |
| Zawodnik      | Konkurencja       | Wynik   | Miejsce | Wynik   | Miejsce | Wynik    | Miejsce  | Wynik | Miejsce | Źródło |
| ------------- | ----------------- | ------- | ------- | ------- | ------- | -------- | -------- | ----- | ------- | ------ |
| Manuel Ataide | bieg na 100 m (m) | 11.35   | 38.     | NQ      | NQ      | NQ       | NQ       | NQ    | NQ      | [ 1 ]  |

### Pływanie
| Zawodnik            | Konkurencja           | Eliminacje | Eliminacje | Półfinał | Półfinał | Finał | Finał | Źródło |
| Zawodnik            | Konkurencja           | Czas       | Poz.       | Czas     | Poz.     | Czas  | Poz.  | Źródło |
| ------------------- | --------------------- | ---------- | ---------- | -------- | -------- | ----- | ----- | ------ |
| Jolanio Guterres    | 50 m st. dowolnym (m) | 30,04      | 71.        | NQ       | NQ       | NQ    | NQ    | [ 2 ]  |
| Imelda Ximenes Belo | 50 m st. dowolnym (k) | 32,48      | 71.        | NQ       | NQ       | NQ    | NQ    | [ 3 ]  |

### Taekwondo
| Zawodnik                    | Konkurencja | 1/8 finału       | Ćwierćfinał      | Półfinał         | Repesaż          | Finał / 3.miejsce | Finał / 3.miejsce | Źródło |
| Zawodnik                    | Konkurencja | Przeciwnik Wynik | Przeciwnik Wynik | Przeciwnik Wynik | Przeciwnik Wynik | Przeciwnik Wynik  | Pozycja           | Źródło |
| --------------------------- | ----------- | ---------------- | ---------------- | ---------------- | ---------------- | ----------------- | ----------------- | ------ |
| Ana da Costa da Silva Pinto | -49 kg (k)  | El-Bouchti P 0-2 | NQ               | NQ               | NQ               | NQ                | 17.               | [ 4 ]  |